# Tony Awards 1960
Die Verleihung der 14. Tony Awards 1960 (14th Annual Tony Awards) fand am 24. April 1960 im Grand Ballroom des Astor Hotel in New York City statt. Moderator der Veranstaltung war Eddie Albert. Ausgezeichnet wurden Theaterstücke und Musicals der Saison 1959/60, die am Broadway ihre Erstaufführung hatten. Erstmals erfolgte in der Kategorie Beste Regie und Bestes Bühnenbild eine getrennte Vergabe der Auszeichnung für Theaterstücke und Musicals. Die Preisverleihung wurde vom Sender WCBS-TV auf Channel 2 im Fernsehen übertragen.

## Hintergrund
Die Antoinette Perry Awards for Excellence in Theatre, oder besser bekannt als Tony Awards, werden seit 1947 jährlich in zahlreichen Kategorien für herausragende Leistungen bei Broadway-Produktionen und -Aufführungen der letzten Theatersaison vergeben. Zusätzlich werden verschiedene Sonderpreise, z. B. der Regional Theatre Tony Award, verliehen. Benannt ist die Auszeichnung nach Antoinette Perry. Sie war 1940 Mitbegründerin des wiederbelebten und überarbeiteten American Theatre Wing (ATW). Die Preise wurden nach ihrem Tod im Jahr 1946 vom ATW zu ihrem Gedenken gestiftet und werden bei einer jährlichen Zeremonie in New York City überreicht.

## Gewinner und Nominierte

### Künstlerische Produktion
| Kategorie                       | Preisträger | Theaterstück bzw. Musical        | Nominierungen |
| Bestes Theaterstück             | William Gibson | The Miracle Worker               | - A Raisin in the Sun – Lorraine Hansberry - The Best Man – Gore Vidal - The Tenth Man – Paddy Chayefsky - Toys in the Attic – Lillian Hellman |
| Bestes Musical                  | Howard Lindsay und Russel Crouse (Buch), Richard Rodgers (Musik) und Oscar Hammerstein (Liedtexte) und Jerome Weidman und George Abbott (Buch), Jerry Bock (Musik) sowie Sheldon Harnick (Liedtexte) | The Sound of Music und Fiorello! | - Gypsy - Once Upon a Mattress - Take Me Along                                                                                                 |
| Bester Produzent (Theaterstück) | Fred Coe | The Miracle Worker               | |
| Bester Produzent (Musical)      | Robert E. Griffith und Harold S. Prince und Leland Hayward, Richard Halliday und Rodgers und Hammerstein                                                                                             | Fiorello! und The Sound of Music | |

### Künstlerische Leistung
| Kategorie                            | Preisträger    | Theaterstück bzw. Musical                       | Nominierungen |
| Bester Hauptdarsteller Theaterstück  | Melvyn Douglas | The Best Man als William Russell                | - Lee Tracy in The Best Man als Arthur Hockstader - Jason Robards, Jr. in Toys in the Attic als Julian Berniers - Sidney Poitier in A Raisin in the Sun als Walter Lee Younger - George C. Scott in The Andersonville Trial als Lt. Col. N. P. Chipman                                                    |
| Beste Hauptdarstellerin Theaterstück | Anne Bancroft  | The Miracle Worker als Annie Sullivan           | - Margaret Leighton in Much Ado About Nothing als Beatrice - Claudia McNeil in A Raisin in the Sun als Lena Younger - Geraldine Page in Sweet Bird of Youth als Princess Cosmonopolis - Maureen Stapleton in Toys in the Attic als Carrie Berniers - Irene Worth in Toys in the Attic als Albertine Prine |
| Bester Hauptdarsteller Musical       | Jackie Gleason | Take Me Along als Sid Davis                     | - Robert Morse in Take Me Along als Richard Miller - Walter Pidgeon in Take Me Along als Nat Miller - Andy Griffith in Destry Rides Again als Destry - Anthony Perkins in Greenwillow als Gideon Briggs                                                                                                   |
| Beste Hauptdarstellerin Musical      | Mary Martin    | The Sound of Music als Maria von Trapp          | - Carol Burnett in Once Upon a Mattress als Princess Winnifred - Dolores Gray in Destry Rides Again als Frenchy - Eileen Herlie in Take Me Along als Lily Miller - Ethel Merman in Gypsy als Rose |
| Bester Nebendarsteller Theaterstück  | Roddy McDowall | The Fighting Cock als Tarquin Edward Mendigales | - Warren Beatty in A Loss of Roses als Kenny - Harry Guardino in One More River als Pompey - Rip Torn in Sweet Bird of Youth als Tom Junior - Lawrence Winters in The Long Dream als Tyree Tucker |
| Beste Nebendarstellerin Theaterstück | Anne Revere    | Toys in the Attic als Anna Berniers             | - Leora Dana in The Best Man als Alice Russell - Jane Fonda in There Was a Little Girl als Toni Newton - Sarah Marshall in Goodbye, Charlie als Rusty Mayerling - Juliet Mills in Five Finger Exercise als Pamela Harrington                                                                              |
| Bester Nebendarsteller Musical       | Tom Bosley     | Fiorello! als Fiorello La Guardia               | - Theodore Bikel in The Sound of Music als Captain Georg von Trapp - Kurt Kasznar in The Sound of Music als Max Detweiler - Howard Da Silva in Fiorello! als Ben Marino - Jack Klugman in Gypsy als Herbie                                                                                                |
| Beste Nebendarstellerin Musical      | Patricia Neway | The Sound of Music als Mother Abbess            | - Sandra Church in Gypsy als Louise - Pert Kelton in Greenwillow als Gramma Briggs - Lauri Peters and the Children in The Sound of Music als Liesl Von Trapp |

### Künstlerische Gestaltung
| Kategorie                         | Preisträger      | Theaterstück bzw. Musical | Nominierungen |
| Bestes Bühnenbild Theaterstück    | Howard Bay       | Toys in the Attic         | - Will Steven Armstrong – Caligula - David Hays – The Tenth Man - George Jenkins – The Miracle Worker - Jo Mielziner – The Best Man        |
| Bestes Bühnenbild Musical         | Oliver Smith     | The Sound of Music        | - Cecil Beaton – Saratoga - William and Jean Eckart – Fiorello! - Peter Larkin – Greenwillow - Jo Mielziner – Gypsy                        |
| Beste Bühnentechnik               | John Walters     | The Miracle Worker        | - Al Alloy – Take Me Along - James Orr – Greenwillow                                                                                       |
| Beste Choreographie               | Michael Kidd     | Destry Rides Again        | - Peter Gennaro – Fiorello! - Joe Layton – Greenwillow - Lee Scot – Happy Town - Onna White – Take Me Along                                |
| Bester Dirigent und Musikdirektor | Frederick Dvonch | The Sound of Music        | - Abba Bogin – Greenwillow - Lehman Engel – Take Me Along - Hal Hastings – Fiorello! - Milton Rosenstock – Gypsy                           |
| Beste Kostüme                     | Cecil Beaton     | Saratoga                  | - Alvin Colt – Greenwillow - Raoul Pene Du Bois – Gypsy - Miles White – Take Me Along                                                      |
| Beste Theaterregie                | Arthur Penn      | The Miracle Worker        | - Joseph Anthony – The Best Man - Tyrone Guthrie – The Tenth Man - Elia Kazan – Sweet Bird of Youth - Lloyd Richards – A Raisin in the Sun |
| Beste Musicalregie                | George Abbott    | Fiorello!                 | - Vincent J. Donehue – The Sound of Music - Peter Glenville – Take Me Along - Michael Kidd – Destry Rides Again - Jerome Robbins – Gypsy   |

### Sonderpreise (ohne Wettbewerb)
| Kategorie          | Preisträger                                             | Grund der Preisverleihung |
| Special Tony Award | John D. Rockefeller III                                 | Für seine Vision und seine Führungsrolle bei der Gründung des Lincoln Center, einem Wahrzeichen des Theaters, das die gesamten darstellenden Künste umfasst. |
| Special Tony Award | James Thurber und Burgess Meredith (A Thurber Carnival) | für A Thurber Carnival |

## Statistik

### Mehrfache Nominierungen
- 10 Nominierungen: Take Me Along
- 9 Nominierungen: The Sound of Music
- 8 Nominierungen: Gypsy
- 7 Nominierungen: Fiorello! und Greenwillow
- 6 Nominierungen: The Best Man und Toys in the Attic
- 5 Nominierungen: The Miracle Worker
- 4 Nominierungen: Destry Rides Again und A Raisin in the Sun
- 3 Nominierungen: Sweet Bird of Youth und The Tenth Man
- 2 Nominierungen: Once Upon a Mattress und Saratoga

### Mehrfache Gewinne
- 5 Gewinne: The Sound of Music
- 4 Gewinne: The Miracle Worker
- 3 Gewinne: Fiorello!
- 2 Gewinne: Toys in the Attic